# Dicranota incompleta
Dicranota (Plectromyia) incompleta là một loài ruồi trong họ Pediciidae. Chúng phân bố ở vùng Indomalaya.